# Lake Colorado City
Lake Colorado City è un census-designated place (CDP) degli Stati Uniti d'America della contea di Mitchell nello Stato del Texas. La popolazione era di 588 abitanti al censimento del 2010.

## Geografia fisica
Secondo lo United States Census Bureau, il CDP ha una superficie totale di 23,62 km², dei quali 20,09 km² di territorio e 3,54 km² di acque interne (14,98% del totale).

## Società

### Evoluzione demografica
Secondo il censimento del 2010, la popolazione era di 588 abitanti.

### Etnie e minoranze straniere
Secondo il censimento del 2010, la composizione etnica del CDP era formata dal 96,43% di bianchi, lo 0,17% di afroamericani, lo 0,51% di nativi americani, lo 0% di asiatici, lo 0% di oceanici, il 2,04% di altre razze, e lo 0,85% di due o più etnie. Ispanici o latinos di qualunque razza erano il 4,42% della popolazione.